# Rosenrot (musikalbum)
Geboren in Bedrängnis

Und an eine Sau gelegt

Den Zitzen zum Verhängnis

Milch in beiden Ohren

So offen Ärgernis erregt

Gealtert in Vergängnis

Tod sei Dank nicht Neugeboren
Rosenrot (rosenröd på svenska) är Rammsteins femte studioalbum, släppt i oktober 2005. Albumet är producerat av Jacob Hellner och spelades in i Teldex Studios i Tyskland.
En del idéer till låtar från Reise, Reise blev aldrig verklighet och bandet valde att förverkliga dessa idéer på följande album istället. Detta album gick därför under arbetsnamnet Reise, Reise (Vol. 2), men denna titel ändrades till Rosenrot den 18 augusti 2005.
Framsidan på albumet visar en något modifierad bild av isbrytaren USS Atka (AGB-3). Den äkta bilden togs den 13 mars 1960 vid McMurdo Station, Ross shelfis på Antarktis. Denna bild hade redan använts som omslagsbild på den japanska utgåvan av Reise, Reise, som släpptes i april 2005. Paul Landers hade följande att säga om omslagsbilden:
| ”              | Skivbolaget i Japan vill alltid ha något speciellt så vi släppte Reise, Reise med en annorlunda framsida. Dock så gillade vi framsidan så mycket att vi kände att alla fans borde ha den, så vi bestämde oss för att använda den till vårt nya album. Jag tycker att det är en väldigt vacker och välgjord framsida. Det kanske känns kanske som det motsatta, men fartyget har ingen speciell betydelse. Det är bara ett fartyg. | „ |
| – Paul Landers | |   |

Paul Landers beskriver albumet på följande sätt:
| ”              | Rosenrot är ett album precis som alla andra. Det finns inget speciellt med det. Skivbolaget gillar att skriva en massa om ett nytt album, speciellt eftersom det var ett kort mellanrum till Reise, Reise, men, för att vara ärlig, så är det väldigt normalt och vanligt album. De som uppskattade Reise, Reise kommer också att uppskatta Rosenrot. Precis som dess föregångare så fokuserar Rosenrot på mer direkta låtar. Låttexterna är ljusare, men musiken är mer aggressiv och från det har du en kollision mellan musiken och låttexterna. Det är intressant att observera harmonin mellan dessa två saker. [...] Rosenrot är ett fristående album. Alla låtar är nya. Vi använde oss enbart av ett fåtal idéer som fanns kvar från det föregående albumet, men i det hela så måste låtarna betraktas som nya och inte som överblivna stuidolåtar, eftersom de idéerna aldrig gjordes om till låtar. [...] Jag gillar alla våra album. Där finns inte ett enda jag tycker är dåligt. Men jag måste säga att jag tycker att Rosenrot är vårt bästa album. Detta låter lite udda eftersom alla artister har en vana att säga att deras nyaste album är det bästa. Jag tycker dock att Mutter är ett väldigt viktigt album, precis som Sehnsucht, eftersom det var efter dessa som Rammstein blev kända på något sätt. | „ |
| – Paul Landers | |   |

Tre musikvideor har spelats in till albumet: "Benzin", "Mann gegen Mann" och "Rosenrot". Till den sistnämnda låten finns det två snarlika musikvideor, där den enda skillnaden dem emellan är att den ena versionen visar fler klipp ifrån knivmordet och bränningen än den andra. En fjärde video, till låten "Stirb nicht vor mir (Don't Die Before I Do)", sades av både Paul Landers och Richard Kruspe bli bandets nästa musikvideo, men än idag har ingen sådan video sett dagsljuset.
Låten "Rosenrot" är inspirerad av dikten Heideröslein av Johann Wolfgang von Goethe och av sagan Snövit och Rosenröd av bröderna Grimm och låten "Hilf mir" är inspirerad av Heinrich Hoffmanns novell Die gar traurige Geschichte mit dem Feuerzeug från Pelle Snusk. Låten "Benzin" handlar om den märkbara höjningen av bensinpriserna och introt till låten "Ein Lied" spelades redan i bandets studio under inspelningen av Mutter.
När bandet uppträder live är låtar från detta album sällan med under uppträdandena. Den första, och under lång tid enda, låten från detta album som spelats live är "Benzin". Detta ändrades dock i november och december 2010 när bandet uppträdde med låten "Te quiero puta!" i Chile, Argentina och Mexiko.

## Låtlista
Alla låtar är skrivna av Rammstein.
1. "Benzin" – 3:46
2. "Mann gegen Mann" – 3:51
3. "Rosenrot" – 3:55
4. "Spring" – 5:25
5. "Wo bist du" – 3:56
6. "Stirb nicht vor mir (Don't Die Before I Do)" (med Sharleen Spiteri och Bobo) – 4:06
7. "Zerstören" – 5:29
8. "Hilf mir" – 4:44
9. "Te quiero puta!" (med Carmen Zapata) – 3:56
10. "Feuer und Wasser" – 5:13
11. "Ein Lied" – 3:44

## Bonusspår

### Limited Edition Bonus DVD
1. "Reise, Reise" på Arenes de Nîmes, Nîmes, Frankrike, juli 2005.
2. "Mein Teil" på Club Citta, Kanagawa, Japan, juni 2005.
3. "Sonne" på Brixton Academy, London, Storbritannien, februari 2005.